# Osamu Okada
Osamu Okada (Osaka, Japón, 5 de abril de 1991) es un entrenador de baloncesto japonés.

## Estadísticas
| Equipo          | Temp.     | P  | V | D  | %V-D | Finalizó    | PP | VP | DP | %V-DP | Resultado |
| --------------- | --------- | -- | - | -- | ---- | ----------- | -- | -- | -- | ----- | --------- |
| Iwate Big Bulls | 2018-2019 | 26 | 5 | 21 | .192 | (despedido) | -  | -  | -  | -     | -         |
| Tokyo CR        | 2019-2020 | 18 | 4 | 14 | .222 | (despedido) | -  | -  | -  | -     | -         |